# Iconoclast (motorfiets)
Iconoclast is een Amerikaans merk van motorfietsen.
Iconoclast is gevestigd in Denver (Colorado), en maakt motorfietsen met S&S-V-twin-blokken. Door het bijzondere frame dat men gebruikt, maakt Iconoclast cruisers die duidelijk afwijken van de in Amerika gangbare paden.